# 城東区 (ソウル特別市)

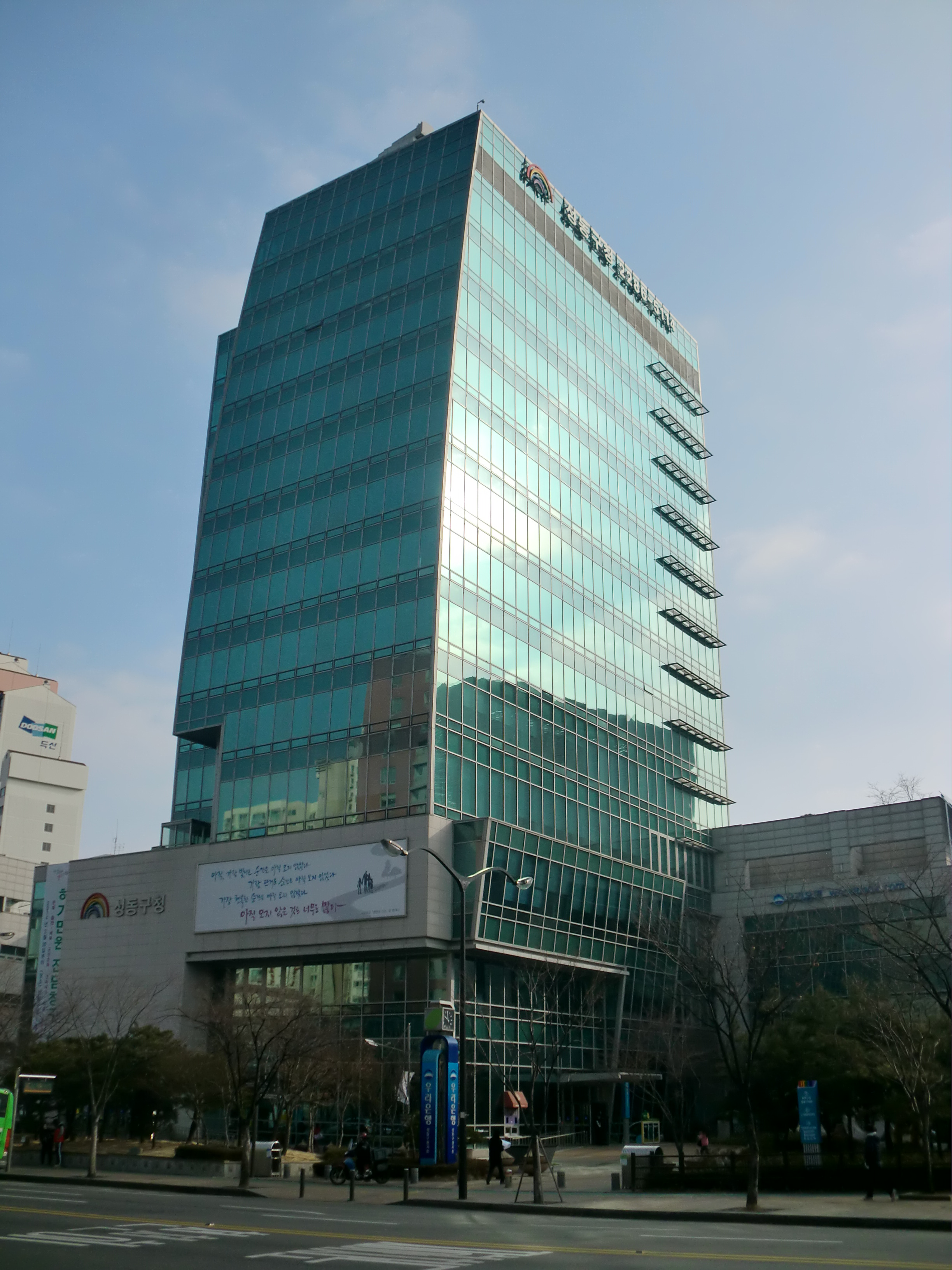
城東区庁

城東区（ソンドンく）は、ソウル特別市の東にある区である。古くは「枉尋里」と呼ばれた地域は現在「往十里」と表記する。

## 歴史
- 1943年6月10日 京畿道京城府上往十里町、下往十里町、馬場町、沙斤町、杏堂町、鷹峰町、金湖町、玉水町、新堂町の区域をもって、京畿道京城府城東区設置（京城府の7区の一つ）。
- 1946年9月28日 区内の「町」を「洞」に改称。
- 1949年8月13日 高陽郡纛島面を編入。
- 1963年1月1日
  - 広州郡九川面・彦州面・中垈面および大旺面の一部を編入。
  - 面牧洞を東大門区に編入。
- 1973年7月1日 永登浦区から盤浦洞、蚕院洞、瑞草洞、良才洞、牛眠洞、院趾洞を編入。
- 1975年8月1日 上往十里洞、新堂洞のそれぞれ一部を中区に編入。
- 1976年3月25日 区庁舎竣工。（現在の広津区庁）
- 1979年10月1日
  - 漢江以南の地域（明逸洞、下一洞、上一洞、高徳洞、吉洞、遁村洞、岩寺洞、千戸洞、城内洞、風納洞、松坡洞、巨餘洞、馬川洞、芳荑洞、石村洞、二洞、五禁洞、可楽洞、文井洞、蚕室洞、新川洞、三成洞、三田洞、水西洞、紫谷洞、栗峴洞、長旨洞、瑞草洞、蚕院洞、盤浦洞、良才洞、牛眠洞、院趾洞、内谷洞、新院洞、廉谷洞、逸院洞、細谷洞、駅三洞、浦二洞、開浦洞、道谷洞、論峴洞、新沙洞、鶴洞、狎鴎亭洞、清潭洞、大峙洞）を江南区へ分割。
  - 黄鶴洞、舞鶴洞、興仁洞、新堂洞および上往十里洞の一部を中区に編入。
  - 中谷洞および君子洞の各一部を東大門区に編入。
- 1995年3月1日　老遊洞、華陽洞、君子洞、中谷洞、陵洞、毛陳洞、九宜洞、広壮洞、紫陽洞および聖水洞の一部を広津区へ分割。
- 1995年3月2日 区庁舎を移転。以前の区庁は広津区に明け渡す。
- 2004年5月3日　区庁舎を往十里駅前に移転。

## 行政
現在の区長は高在得（コ・ジェドゥク）。

### 行政区域

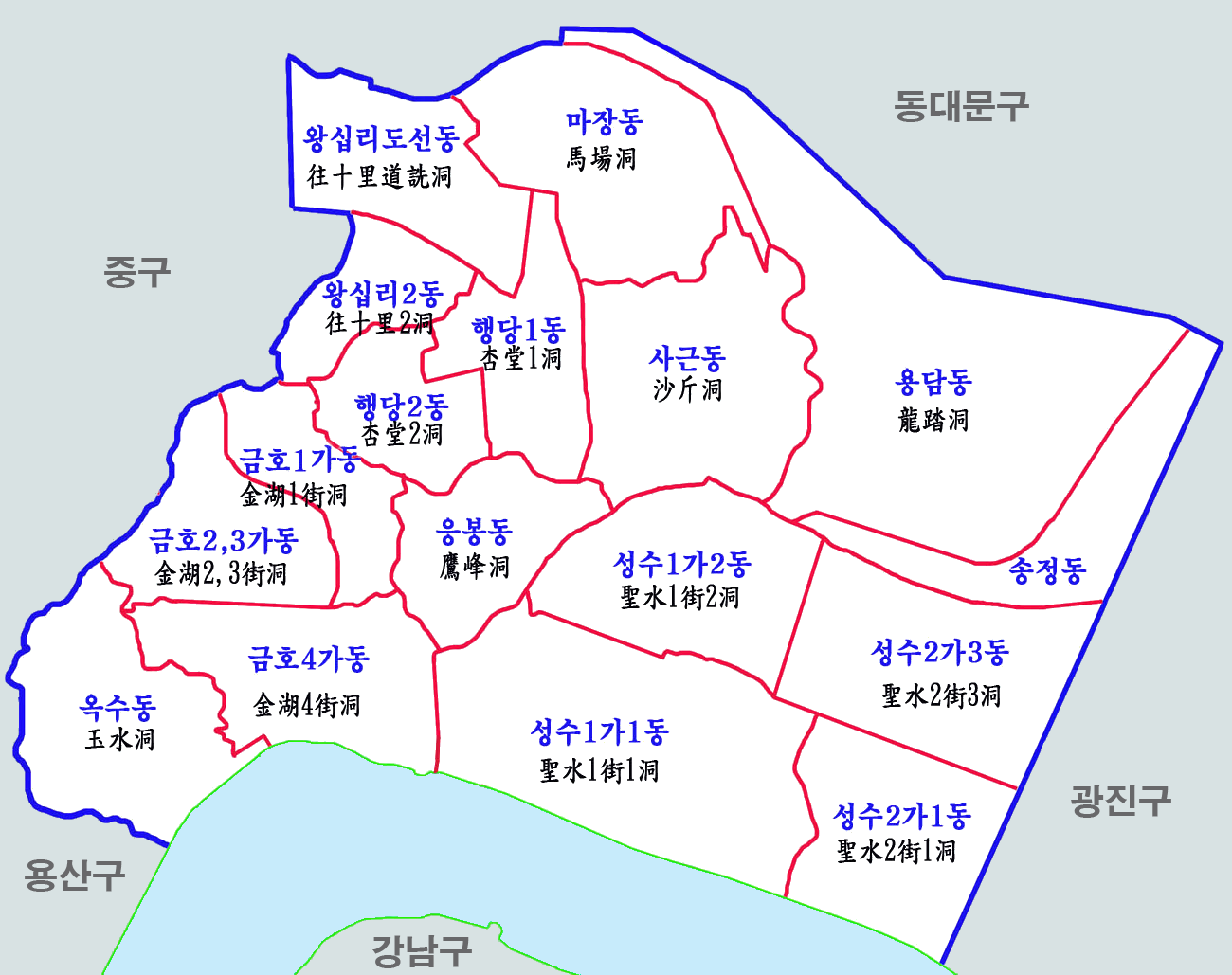
行政区域図

| 行政洞                                   | 法定洞                                 |
| ---------------------------------------- | -------------------------------------- |
| 往十里第2洞（ワンシムニジェイドン）      | 下往十里洞                             |
| 往十里道詵洞（ワンシムニドソンドン）     | 上往十里洞、下往十里洞、弘益洞、道詵洞 |
| 馬場洞（マジャンドン）                   | 馬場洞                                 |
| 沙斤洞（サグンドン）                     | 沙斤洞、杏堂洞                         |
| 杏堂第1洞（ヘンダンジェイルトン）        | 杏堂洞                                 |
| 杏堂第2洞（ヘンダンジェイドン）          | 杏堂洞                                 |
| 鷹峰洞（ウンボンドン）                   | 鷹峰洞                                 |
| 金湖1街洞（クモイルガドン）              | 金湖洞1街                              |
| 金湖2・3街洞（クモイサムガドン）         | 金湖洞2街、金湖洞3街                   |
| 金湖4街洞（クモサガドン）                | 金湖洞4街                              |
| 玉水洞（オクスドン）                     | 玉水洞                                 |
| 聖水1街第1洞（ソンスイルガジェイルトン） | 聖水洞1街                              |
| 聖水1街第2洞（ソンスイルガジェイドン）   | 聖水洞1街                              |
| 聖水2街第1洞（ソンスイガジェイルトン）   | 聖水洞2街                              |
| 聖水2街第3洞（ソンスイガジェサムドン）   | 聖水洞2街                              |
| 松亭洞（ソンジョンドン）                 | 松亭洞                                 |
| 竜踏洞（ヨンダプトン）                   | 松亭洞、竜踏洞                         |

### 警察
- ソウル城東警察署

### 消防
- 城東消防署

## 教育

### 4年制大学
- 漢陽大学校

### 2･3年制大学
- 漢陽女子大学校

## 交通

### 鉄道
- 韓国鉄道公社
  - 中央線

玉水駅 - 鷹峰駅 - 往十里駅
  - 盆唐線

往十里駅 - ソウルの森駅
- ソウル交通公社
  - 2号線

上往十里駅 - 往十里駅 - 漢陽大駅 - トゥクソム駅 - 聖水駅
（聖水支線）: 聖水駅 - 龍踏駅 - 新踏駅
  - 3号線

金湖駅 - 玉水駅
  - 5号線

新金湖駅 - 杏堂駅 - 往十里駅 - 馬場駅

### 道路
- 大路級
  - 千戸大路（チョノデロ）
- 路級
  - 峨嵯山路（アチャサンノ）
  - 江辺北路（カンビョンブンノ）
  - クァンナル路（クァンナルロ）
  - 金湖路（クモロ）
  - 古山子路（コサンジャロ）
  - 聖水一路（ソンスイルロ）
  - 聖水二路（ソンスイロ）
  - 清渓川路（チョンゲチョンノ）
  - トゥクソム路（トゥクソムノ）
  - 読書堂路（トクソダンノ）
  - 東一路（トンイルロ）
  - 東湖路（トンホロ）
  - 蘭渓路（ナンゲロ）
  - 杏堂路（ヘンダンノ）
  - 馬場路（マジャンノ）
  - 馬祖路（マジョロ）
  - 舞鶴路（ムハンノ）
  - 往十里広壮路（ワンシムニグァンジャンノ）
  - 往十里路（ワンシムニロ）
- 街級
  - カラム街（カラムキル）
  - 金湖山街（クモサンキル）
  - 沙斤洞街（サグンドンキル）
  - サルゴジ街（サルゴジッキル）
  - 上院街（サンウォンキル）
  - ソウルスプ街（ソウルスプキル）
  - 松亭街（ソンジョンキル）
  - 聖徳亭街（ソンドクチョンギル）
  - 自動車市場街（チャドンチャシジャンキル）
  - チャント街（チャントッキル）
  - トゥルレ街（トゥルレッキル）
  - 翰林マル街（ハルリンマルキル）
  - ムスマク街（ムスマッキル）
  - 無学峰街（ムハクポンギル）
  - メボン街（メボンキル）
  - 竜踏街（ヨンダプキル）
  - 竜踏中央街（ヨンダプチュンアンギル）
  - 錬武場街（ヨンムジャンキル）